# Pretendent

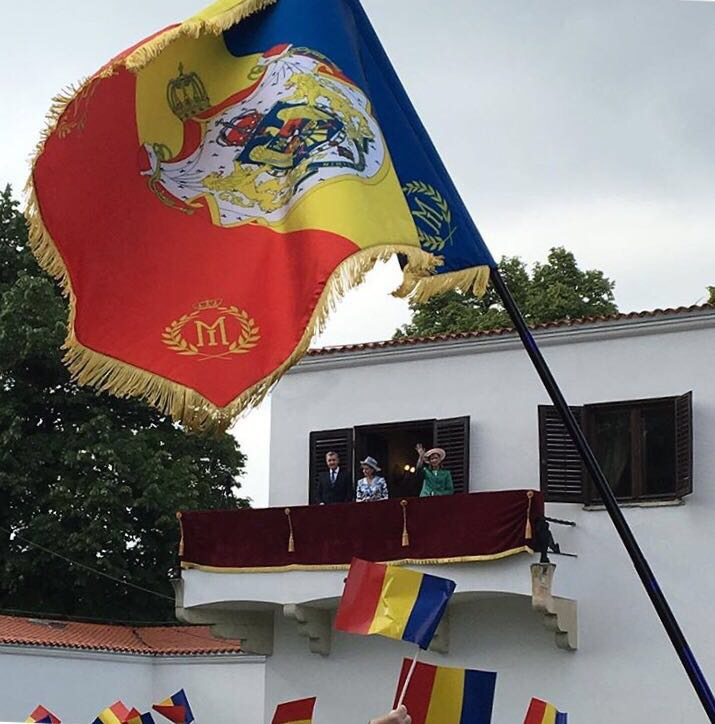
Pretendentka rumunského trůnu Markéta Rumunská na balkóně se svým manželem a svou sestrou Marií.

Pretendent (z lat. praetendere, napřahovat ruku, ucházet se) je uchazeč, člověk, který si dělá na něco nárok nebo něco předstírá, zejména pak v souvislosti s následnictvím královského trůnu.
V anglické historii se jako „starší pretendent“ (Old pretender) označuje James Edward, syn krále Jakuba II., vyhnaného roku 1689 a jako „mladší pretendent“ (Young pretender) Charles Edward, vnuk krále, kteří se neúspěšně ucházeli o návrat na trůn.

## Přehled afrických pretendentů
| Stát                    | Pretendent                | Obrázek | Narozen | Pretendent od | Spojení se zaniklou monarchií                    | Dynastie                 | Dědic                                        | Obrázek | Narozen | Vztah k pretendentovi |
| ----------------------- | ------------------------- | ------- | ------- | ------------- | ------------------------------------------------ | ------------------------ | -------------------------------------------- | ------- | ------- | --------------------- |
| Burundi                 | Rosa Paula Iribagiza      |         | 1934    | 1977          | dcera krále Mwambutsy IV. (vládl 1915–1966)      | Ntwero                   |                                              |         |         |                       |
| Středoafrická republika | Jean-Bédel Bokassa        |         | 1973    | 1996          | syn císaře Bokassy I. (vládl 1976–1979)          | Bokassové                |                                              |         |         |                       |
| Egypt                   | Fuad II.                  |         | 1952    | 1953          | vládl 1952–1953                                  | dynastie Muhammada Alího | korunní princ Muhammad Alí                   |         | 1979    | syn                   |
| Etiopie                 | Zera Yacob Ahma Selassie  |         | 1953    | 1997          | vnuk císaře Haile Selassie I. (vládl 1930–1974)  | Šalamounovci             | Pavel Wossen Seged Makonnen, vévoda z Hararu |         | 1947    | bratranec             |
| Etiopie                 | Girma Yohannes Iyasu      |         | 1961    | 1977          | vnuk císaře Ijasu V. (vládl 1913–1916)           | Šalamounovci             | Kaerrod Girma                                |         |         | syn                   |
| Libye                   | Muhammad as-Senussi       |         | 1962    | 1992          | prasynovec krále Idrise I. (vládl 1951–1969)     | Senussiové               | al-Mahdí as-Senussi                          |         | 1960    | bratr                 |
| Libye                   | Idris Abdulláh as-Senussi |         | 1957    | 1989          | vnuk bratrance krále Idrise I. (vládl 1951–1969) | Senussiové               | Chálid Idris as-Senussi                      |         | 1988    | syn                   |
| Tunisko                 | Muhammad XI.              |         | 1929    | 2013          | vnuk beye Muhammada VI. (vládl 1922–1929)        | Husainidové              | Zajnal-Abidin                                |         | 1930    | vzdálený bratranec    |
| Rwanda                  | Yuhi VI.                  |         | 1960    | 2017          | synovec Kigeliho V. (vládl 1959–1961)            | Nyiginya                 |                                              |         |         |                       |
| Zanzibar                | Jamšid bin Abdalláh       |         | 1929    | 1964          | vládl 1963–1964                                  | Saidové                  | Alí bin Jamšid                               |         | 1956    | syn                   |

## Přehled amerických pretendentů
| Stát     | Pretendent                        | Obrázek | Narozen | Pretendent od | Spojení se zaniklou monarchií                       | Dynastie                     | Dědic                     | Narozen | Vztah k pretendentovi |
| -------- | --------------------------------- | ------- | ------- | ------------- | --------------------------------------------------- | ---------------------------- | ------------------------- | ------- | --------------------- |
| Brazílie | Bertrand                          |         | 1941    | 2022          | potomek císaře Petra II. (vládl 1831–1889)          | Orléans-Braganza (Kapetovci) | Antonio                   | 1950    | bratr                 |
| Brazílie | Pedro Carlos                      |         | 1945    | 2007          | potomek císaře Petra II. (vládl 1831–1889)          | Orléans-Braganza (Kapetovci) | Pedro Tiago               | 1979    | syn                   |
| Mexiko   | Maxmilian Götzen-Iturbide         |         | 1944    | 1999          | praprapravnuk císaře Augustína I. (vládl 1822–1823) | Iturbide                     | Ferdinand Götzen-Iturbide | 1992    | syn                   |
| Mexiko   | Karl Philipp Habsbursko-Lotrinský |         | 1954    | 2011          | Prapraprasynovec císaře Maxmiliána I.               | Habsbursko-Lotrinští         |                           |         |                       |

## Přehled asijských pretendentů
| Stát                      | Pretendent                                   | Obrázek | Narozen | Pretendent od | Spojení se zaniklou monarchií                                                                           | Dynastie    | Dědic                     | Narozen | Vztah k pretendentovi |
| ------------------------- | -------------------------------------------- | ------- | ------- | ------------- | --- | ----------- | ------------------------- | ------- | --------------------- |
| Afghánistán               | Ahmed Šáh Chán                               |         | 1934    | 2007          | syn krále Muhammada Záhira Šáha (vládl 1933–1973)                                                       | Barakzajové | princ Muhammad Zahír Chán | 1962    | syn                   |
| Myanmar (Barma)           | So Vin                                       |         | 1948    | 2019          | pravnuk krále Thibawi (vládl 1878–1885)                                                                 | Konbaung    |                           |         |                       |
| Ghássánovci               | Gharios El Chemor Al-Numan VIII.             |         | 1973    | 2008          | hlava rodu Ghássánovců                                                                                  | Ghássánovci |                           |         |                       |
| Čína Tchaj-wan            | Ťin Jü-čang                                  |         | 1942    | 2015          | prapravnuk císaře Tao-kuanga (vládl 1820–1850)                                                          | Aisin Gioro | Ťin Jü-čchüan             | 1946    | bratr                 |
| Čína Tchaj-wan            | Jüan Ji-jan                                  |         | 1941    | 1996          | vnuk císaře Jüana Š’-kchaje (vládl 1915–1916)                                                           | Jüanové     |                           |         |                       |
| Čína Tchaj-wan            | Kong Tsui-čang                               |         | 1975    | 2009          | potomek Konfucia, vévoda Janšeng, po pádu dynastie Čching byli vévodové Janšeng zvažováni jako císařové | Kongové     | Kong Jü-jen               | 2006    | syn                   |
| Írán                      | Kýros Rezá Pahlaví                           |         | 1960    | 1980          | syn šáha Muhammada Rezy Pahlavího (vládl 1941–1979)                                                     | Pahlaví     | Patrick Ali Pahlaví       | 1947    | bratranec             |
| Írán                      | Muhammad Hassan Mírzá II.                    |         | 1949    | 1988          | pravnuk šáha Muhammada Alího Šáha (vládl 1907–1909)                                                     | Kádžárovci  | Arsalan Mirza             | 1980    | syn                   |
| Irák                      | Ra'ad bin Zeid                               |         | 1936    | 1970          | bratranec druhého stupně krále Fajsala II. (vládl 1939–1958)                                            | Hašímovci   | Zeid                      | 1964    | syn                   |
| Jemen                     | Ageel bin Muhammad al-Badr                   |         | 1973    | 1996          | syn krále a imáma Muhammada al-Badra (vládl 1962)                                                       | Rassidové   |                           |         |                       |
| Sultanát Johoru           | Tengku Muhammad Shawal bin Tengku Abdul Aziz |         | 1968    | 1996          | potomek sultána Husseina Šáha z Johoru (vládl 1819–1835)                                                | Bendahara   |                           |         |                       |
| Jižní Korea Severní Korea | Seok Yi                                      |         | 1941    | 2005          | vnuk císaře Kodžonga (vládl 1897–1907)                                                                  | Čoson       | Jung-hun Yi               | 1980    | syn                   |
| Jižní Korea Severní Korea | Won Yi                                       |         | 1962    | 2005          | pravnuk císaře Kodžonga (vládl 1897–1907)                                                               | Čoson       |                           |         |                       |
| Laos                      | Soulivong Savang                             |         | 1963    | 1980          | vnuk krále Sisavanga Vatthany (vládl 1959–1975)                                                         | Khun Lo     |                           |         |                       |
| Nepál                     | Gjánéndra                                    |         | 1947    | 2008          | vládl 1950–1951 a 2001–2008                                                                             | Šáh         | Paras                     | 1971    | syn                   |
| Osmanská říše             | Harun Osmanoğlu                              |         | 1932    | 2021          | prapravnuk sultána Abdülmecida I. (vládl 1839–1861)                                                     | Osmané      | Orhan Osmanoğlu           | 1963    | syn                   |
| Rjúkjúské království      | Mamoru Shō                                   |         | 1950    | 1996          | prapravnuk krále Shō Tai (vládl 1848–1879)                                                              | Shō         |                           |         |                       |
| Sarawak                   | Jason Brooke                                 |         | 1985    | 2017          | vnuk rádži Charlese Vynera Brookea (vládl 1917–1946)                                                    | Brookeové   |                           |         |                       |
| Sulu                      | Muedzul Lail Tan Kiram                       |         | 1966    | 1986          | syn sultána Mohammeda Mahakuttaha Abdullaha Kirama (vládl 1974–1986)                                    | Kiramové    |                           |         |                       |
| Sýrie                     | Ra'ad bin Zeid                               |         | 1936    | 1970          | bratranec druhého stupně krále Fajsala II. (vládl 1939–1958)                                            | Hašímovci   | Zeid                      | 1964    | syn                   |
| tibetská exilová vláda    | Tändzin Gjamccho                             |         | 1935    | 1959          | poslední vládnoucí a současný dalajláma                                                                 |             |                           |         |                       |
| Vietnam                   | Nguyễn Phúc Bảo Ngọc                         |         | 1933    | 2017          | syn císaře Duy Tâna(vládl 1907–1916)                                                                    | Nguyễn      |                           |         |                       |

## Přehled evropských pretendentů
| Stát                           | Pretendent                      | Obrázek | Narozen | Pretendent od | Spojení se zaniklou monarchií                                       | Dynastie                                    | Dědic                             | Obrázek | Narozen | Vztah k pretendentovi                  |
| ------------------------------ | ------------------------------- | ------- | ------- | ------------- | ------------------------------------------------------------------- | ------------------------------------------- | --------------------------------- | ------- | ------- | -------------------------------------- |
| Albánie                        | Leka II.                        |         | 1982    | 2011          | vnuk Zoga I. (vládl 1928– 1939)                                     | Zoguové                                     | Skënder Zogu                      |         | 1933    | bratranec jeho otce Leky (1939 – 2011) |
| Bulharsko                      | Simeon II.                      |         | 1937    | 1946          | vládl 1943–1946                                                     | Dynastie Sachsen-Coburg-Gotha               | Boris, princ z Turnovo            |         | 1997    | vnuk                                   |
| Finsko                         | Heinrich Donatus Hesenský       |         | 1966    | 2013          | potomek Fridricha Karla Hesenského, který byl zvolen finským králem | Hesenští                                    | Moritz Ludwig Hesenský            |         | 2007    | syn                                    |
| Finsko                         | Marie Vladimirovna Romanovna    |         | 1953    | 1992          | potomek Alexandra II. (vládl 1855–1881)                             | Dynastie Holstein‑Gottorp‑Romanov           | Jiří Michailovič                  |         | 1981    | syn                                    |
| Finsko                         | Alexej Andrejevič Romanov       |         | 1953    | 2021          | potomek Mikuláše I. (vládl 1825–1855)                               | Dynastie Holstein‑Gottorp‑Romanov           | Petr Andrejevič                   |         | 1961    | syn                                    |
| Finsko                         | Karel Emich Leiningenský        |         | 1952    | 2013          | nárokovatel trůnu, potomek Alexandra II. (vládl 1855–1881)          | Dynastie Holstein‑Gottorp‑Romanov           | Emich Nikolajevič Leiningenský    |         | 2010    | syn                                    |
| Vévodství Kuronsko a Zemgalsko | Ernst-Johann Biron von Courland |         | 1940    | 1982          | potomek Ernesta Jana Birona (vládl 1737–1740 a 1763–1769)           | Bironové                                    | Michael Biron von Courland        |         | 1944    | bratr                                  |
| Litva                          | Inigo von Urach                 |         | 1962    | 1992          | potomek zvoleného litevského krále Mindaugase II.                   | Urach                                       | Eberhard von Urach                |         | 1992    | syn                                    |
| Portugalsko                    | Duarte Pio, vévoda z Braganzy   |         | 1945    | 1976          | prapravnuk Michala I. (vládl 1828–1834)                             | Braganza (Kapetovci)                        | Infant Afonso, princ z Beira      |         | 1996    | syn                                    |
| Gruzie                         | David Bagration-Muchranski      |         | 1976    | 2008          | potomek krále Konstantina II. (vlád 1478–1505)                      | Bagrationové                                | Giorgi Bagration Bagrationi       |         | 2011    | syn                                    |
| Gruzie                         | Nugzar Bagration-Gruzínský      |         | 1950    | 1984          | potomek krále Jiřího XII. (vládl 1798–1800)                         | Bagrationové                                | Anna Bagration-Gruzínská          |         | 1976    | dcera                                  |
| Rumunsko                       | Karl Fridrich von Hohenzollern  |         | 1952    | 2017          | pretendent podle poslední monarchistické ústavy                     | Hohenzollernové                             | Alexander Hohenzollernský         |         | 1987    | syn                                    |
| Rumunsko                       | Margarita Rumunská              |         | 1949    | 2017          | pretendentka podle změněného rodinného práva                        | Hohenzollernové                             | Elena Rumunská                    |         | 1950    | sestra                                 |
| Rumunsko                       | Paul-Philippe Hohenzollern      |         | 1948    | 2006          | pravnuk Karla II. (vládl 1930–1940)                                 | Lambrino (potomek z anulovaného manželství) | Carol Ferdinand Hohenzollern      |         | 2010    | syn                                    |
| Rusko                          | Marie Vladimirovna Romanovna    |         | 1953    | 1992          | potomek Alexandra II. (vládl 1855–1881)                             | Dynastie Holstein‑Gottorp‑Romanov           | Jiří Michailovič                  |         | 1981    | syn                                    |
| Rusko                          | Alexej Andrejevič Romanov       |         | 1953    | 2021          | potomek Mikuláše I. (vládl 1825–1855)                               | Dynastie Holstein‑Gottorp‑Romanov           | Petr Andrejevič                   |         | 1961    | syn                                    |
| Rusko                          | Karel Emich Leiningenský        |         | 1952    | 2013          | nárokovatel trůnu, potomek Alexandra II. (vládl 1855–1881)          | Dynastie Holstein‑Gottorp‑Romanov           | Emich Nikolajevič Leiningenský    |         | 2010    | syn                                    |
| Řecko                          | Pavel Řecký a Dánský            |         | 1967    | 2023          | syn Konstantina II. (vládl 1964–1973)                               | Oldenburkové (Glücksburkové)                | Konstantin Alexios Řecký a Dánský |         | 1998    | syn                                    |

### Francouzští pretendenti
| Hnutí                | Pretendent                           | Obrázek | Narozen | Pretendent od | Spojení se zaniklou monarchií                                                                          | Dynastie             | Dědic                      | Obrázek | Narozen | Vztah k pretendentovi |
| -------------------- | ------------------------------------ | ------- | ------- | ------------- | --- | -------------------- | -------------------------- | ------- | ------- | --------------------- |
| Jakobité             | František Bavorský                   |         | 1933    | 1996          | potomek Karla I. Stuarta (vládl 1625–1649), nárok je vznášen na základě nároků Eduarda III.            | Wittelsbachové       | Maxmilián, vévoda bavorský |         | 1937    | bratr                 |
| Legitimisté          | Ludvík Alfons, vévoda z Anjou        |         | 1974    | 1989          | potomek Ludvíka XIV. (vládl 1643–1715)                                                                 | Bourboni (Kapetovci) | Ludvík, vévoda Burgundský  |         | 2010    | syn                   |
| Orléanisté-Unionisté | Jean, hrabě z Paříže, vévoda Francie |         | 1965    | 2019          | potomek Ludvíka Filipa (vládl 1830–1848), po Filipovi VII. je pretendentem legitimistů, tzv. unionistů | Orléans (Bourboni)   | Gaston d'Orléans           |         | 2009    | syn                   |
| Bonapartisté         | Charles Napoléon                     |         | 1950    | 1997          | hlava rodu Bonapartů (sporné)                                                                          | Bonapartové          | Jean-Christophe Napoléon   |         | 1986    | syn                   |
| Bonapartisté         | Jean-Christophe Napoléon             |         | 1986    | 1997          | hlava rodu Bonapartů (sporné)                                                                          | Bonapartové          | Louise Napoléon            |         | 2022    | syn                   |

### Pretendenti trůnů na Britském souostroví
V této části jsou uvedeni pretendenti, resp. panovníci, monarchií nacházejících se na Britských ostrovech.
| Stát               | Pretendent         | Obrázek | Narozen | Pretendent od | Spojení se (zaniklou) monarchií                                   | Dynastie       | Dědic                      | Obrázek | Narozen | Vztah k pretendentovi |
| ------------------ | ------------------ | ------- | ------- | ------------- | ----------------------------------------------------------------- | -------------- | -------------------------- | ------- | ------- | --------------------- |
| Spojené království | Karel III.         |         | 1948    | 2022          | současný král Spojeného království                                | Windsorové     | William, kníže velšský     |         | 1982    | syn                   |
| Spojené království | František Bavorský |         | 1933    | 1996          | potomek Karla I. Stuarta (vládl 1625–1649), jakobitský pretendent | Wittelsbachové | Maxmilián, vévoda bavorský |         | 1937    | bratr                 |
| Irsko              | Karel III.         |         | 1948    | 2022          | současný král Spojeného království                                | Windsorové     | William, kníže velšský     |         | 1982    | syn                   |
| Irsko              | František Bavorský |         | 1933    | 1996          | potomek Karla I. Stuarta (vládl 1625–1649), jakobitský pretendent | Wittelsbachové | Maxmilián, vévoda bavorský |         | 1937    | bratr                 |

### Potenciální pretendenti polského trůnu
Určení následníka polského trůnu je poněkud složité vzhledem k dějinám samotného Polska.
| Rod                      | Pretendent                   | Obrázek | Narozen | Pretendent od | Spojení s monarchií | Dědic                                   | Obrázek | Narozen | Vztah k pretendentovi |
| ------------------------ | ---------------------------- | ------- | ------- | ------------- | --- | --------------------------------------- | ------- | ------- | --------------------- |
| Wettinové                | Daniel, markrabě míšeňský    |         | 1975    | 2022          | Saští králové vládli Polsko-litevské unii v letech 1697–1704 a 1709–1763 | Jiří Saský                              |         | 1988    | syn                   |
| Saxe-Gesstaphové         | Alexander, markrabě míšeňský |         | 1954    | 2011          | Saští králové vládli Polsko-litevské unii v letech 1697–1704 a 1709–1763 | Gero Friedrich Johann Saský             |         | 2015    | syn                   |
| Habsbursko-Lotrinští     | Karel Habsbursko-Lotrinský   |         | 1961    | 2011          | Pretendent titulů krále haličského, velkovévody krakovského, vévody horno- a dolnoslezského, osvětimského a zátorského, těšínského                                                                      | Ferdinand Zvonimír Habsbursko-Lotrinský |         | 1997    | syn                   |
| hrabata z Habsburku      | Albrecht, hrabě habsburský   |         | 1963    | 2020          | Potomek zvažovaného polského krále Karla Štěpána Rakousko-Těšínského, jeho linie by převzala práva i po Karlu Štěpánovi (potomek dalšího zvažovaného krále Karla Albrechta), který neměl mužské potomky |                                         |         |         |                       |
| Holstein‑Gottorp‑Romanov | Marie Vladimirovna Romanovna |         | 1953    | 1992          | potomek Alexandra II. (panovník Kongresového Polska 1855–1881) | Jiří Michailovič                        |         | 1981    | syn                   |
| Holstein‑Gottorp‑Romanov | Alexej Andrejevič Romanov    |         | 1953    | 2021          | potomek Mikuláše I. (panovník Kongresového Polska 1825–1855) | Petr Andrejevič                         |         | 1961    | syn                   |
| Holstein‑Gottorp‑Romanov | Karel Emich Leiningenský     |         | 1952    | 2013          | nárokovatel trůnu, potomek Alexandra II. (panovník Kongresového Polska 1855–1881) | Emich Nikolajevič Leiningenský          |         | 2010    | syn                   |

### Pretendenti španělského trůnu
V této části jsou uvedeni nárokovatelé titulu španělského krále.
| Hnutí/Rod     | Pretendent                         | Obrázek | Narozen | Pretendent od | Spojení s monarchií                                                                                        | Dynastie                                                      | Dědic                        | Obrázek | Narozen | Vztah k pretendentovi |
| ------------- | ---------------------------------- | ------- | ------- | ------------- | --- | ------------------------------------------------------------- | ---------------------------- | ------- | ------- | --------------------- |
| Bourbon-Anjou | Filip VI.                          |         | 1968    | 2014          | současný španělský král                                                                                    | Bourbon-Anjou                                                 | Leonor Bourbonská            |         | 2006    | dcera                 |
| Karlisté      | Karel Bourbonsko-Parmský           |         | 1970    | 2010          | vnuk Xaviera Borbonsko-Parmského, deklarovaného nástupce Alfonse Carlose Bourbonského, vévody ze San Jaime | Bourbon-Parma                                                 | Karel, dědičný princ parmský |         | 2016    | syn                   |
| Karlisté      | Sixtus Jindřich Bourbonsko-Parmský |         | 1940    | 1979          | vnuk Xaviera Borbonsko-Parmského, deklarovaného nástupce Alfonse Carlose Bourbonského, vévody ze San Jaime | Bourbon-Parma                                                 |                              |         |         |                       |
| Karloktavisté | Dominic von Habsburg               |         | 1937    | 1975          | synovec Karla Pia Rakousko-Toskánského, některými karlisty uznávaného pretendenta                          | Habsbursko-Lotrinští (sekundogenitura – Toskánská linie rodu) |                              |         |         |                       |

### Pretendenti států bývalé Jugoslávie
V této části jsou uvedeni nositelé panovnických titulů na území bývalého Království Jugoslávie.
| Stát                                 | Pretendent                         | Obrázek | Narozen | Pretendent od | Spojení se zaniklou monarchií | Dynastie                 | Dědic                                   | Obrázek | Narozen | Vztah k pretendentovi                  |
| ------------------------------------ | ---------------------------------- | ------- | ------- | ------------- | --- | ------------------------ | --------------------------------------- | ------- | ------- | -------------------------------------- |
| Království Srbů, Chorvatů a Slovinců | Alexandr, korunní princ Jugoslávie |         | 1945    | 1970          | syn Petra II. (vládl 1934–1945) | Dynastie Karađorđevičů   | Filip, dědičný princ Jugoslávie         |         | 1982    | syn                                    |
| Státy                                |                                    |         |         |               | |                          |                                         |         |         |                                        |
| Bosna a Hercegovina Slovinsko        | Karel Habsbursko-Lotrinský         |         | 1961    | 2011          | vnuk Karla I. (císař rakouský, král český a uherský v letech 1916–1918)                                                                        | Habsbursko-Lotrinští     | Ferdinand Zvonimír Habsbursko-Lotrinský |         | 1997    | syn                                    |
| Bosna a Hercegovina Slovinsko        | Alexandr, korunní princ Jugoslávie |         | 1945    | 1970          | syn Petra II. (vládl 1934–1945) | Dynastie Karađorđevičů   | Filip, dědičný princ Jugoslávie         |         | 1982    | syn                                    |
| Černá Hora Srbsko                    | Nikola II. Petrović-Njegoš         |         | 1944    | 1986          | prapravnuk Nikoly I., nárok na srbský trůn odvozen odMirka Černohorského, korunního prince srbského za dynastie Obrenovićů, jehož je pravnukem | Dynastie Petrović-Njegoš | Boris, dědičný princ Černé Hory         |         | 1980    | syn                                    |
| Černá Hora Srbsko                    | Alexandr, korunní princ Jugoslávie |         | 1945    | 1970          | syn Petra II. (vládl 1934–1945) | Dynastie Karađorđevičů   | Filip, dědičný princ Jugoslávie         |         | 1982    | syn                                    |
| Chorvatsko                           | Karel Habsbursko-Lotrinský         |         | 1961    | 2011          | vnuk Karla I. (císař rakouský, král český a uherský v letech 1916–1918)                                                                        | Habsbursko-Lotrinští     | Ferdinand Zvonimír Habsbursko-Lotrinský |         | 1997    | syn                                    |
| Chorvatsko                           | Aimone, vévoda z Aosty             |         | 1967    | 2021          | potomekTomislava II. (vládl 1941– 1943) | Savojská dynastie        | Umberto Savojský                        |         | 2009    | syn                                    |
| Chorvatsko                           | Alexandr, korunní princ Jugoslávie |         | 1945    | 1970          | syn Petra II. (vládl 1934–1945) | Dynastie Karađorđevičů   | Filip, dědičný princ Jugoslávie         |         | 1982    | syn                                    |
| Kosovo                               | Alexandr, korunní princ Jugoslávie |         | 1945    | 1970          | syn Petra II. (vládl 1934–1945) | Dynastie Karađorđevičů   | Filip, dědičný princ Jugoslávie         |         | 1982    | syn                                    |
| Kosovo                               | Leka II.                           |         | 1982    | 2011          | vnuk albánského krále Zoga I. (vládl 1928–1939), v případě sjednocení Kosova s Albánií                                                         | Zoguové                  | Skënder Zogu                            |         | 1933    | bratranec jeho otce Leky (1939 – 2011) |
| Severní Makedonie                    | Alexandr, korunní princ Jugoslávie |         | 1945    | 1970          | syn Petra II. (vládl 1934–1945) | Dynastie Karađorđevičů   | Filip, dědičný princ Jugoslávie         |         | 1982    | syn                                    |

### Pretendenti států bývalého Rakousko-Uherska
V této části jsou uvedeni nositelé panovnických titulů na území bývalého Rakousko-Uherska.
| Stát                          | Pretendent                         | Obrázek | Narozen | Pretendent od | Spojení se zaniklou monarchií                                           | Dynastie               | Dědic                                   | Obrázek | Narozen | Vztah k pretendentovi |
| ----------------------------- | ---------------------------------- | ------- | ------- | ------------- | ----------------------------------------------------------------------- | ---------------------- | --------------------------------------- | ------- | ------- | --------------------- |
| Rakousko-Uhersko              | Karel Habsbursko-Lotrinský         |         | 1961    | 1961          | vnuk Karla I. (císař rakouský, král český a uherský v letech 1916–1918) | Habsbursko-Lotrinští   | Ferdinand Zvonimír Habsbursko-Lotrinský |         | 1997    | syn                   |
| Státy                         |                                    |         |         |               |                                                                         |                        |                                         |         |         |                       |
| Bosna a Hercegovina Slovinsko | Karel Habsbursko-Lotrinský         |         | 1961    | 2011          | vnuk Karla I. (císař rakouský, král český a uherský v letech 1916–1918) | Habsbursko-Lotrinští   | Ferdinand Zvonimír Habsbursko-Lotrinský |         | 1997    | syn                   |
| Bosna a Hercegovina Slovinsko | Alexandr, korunní princ Jugoslávie |         | 1945    | 1970          | syn Petra II. (vládl 1934–1945)                                         | Dynastie Karađorđevičů | Filip, dědičný princ Jugoslávie         |         | 1982    | syn                   |
| Česko Maďarsko Slovensko      | Karel Habsbursko-Lotrinský         |         | 1961    | 2011          | vnuk Karla I. (císař rakouský, král český a uherský v letech 1916–1918) | Habsbursko-Lotrinští   | Ferdinand Zvonimír Habsbursko-Lotrinský |         | 1997    | syn                   |
| Chorvatsko                    | Karel Habsbursko-Lotrinský         |         | 1961    | 2011          | vnuk Karla I. (císař rakouský, král český a uherský v letech 1916–1918) | Habsbursko-Lotrinští   | Ferdinand Zvonimír Habsbursko-Lotrinský |         | 1997    | syn                   |
| Chorvatsko                    | Aimone, vévoda z Aosty             |         | 1967    | 2021          | potomekTomislava II. (Král 1941 až 1943)                                | Savojská dynastie      | Umberto Savojský                        |         | 2009    | syn                   |
| Chorvatsko                    | Alexandr, korunní princ Jugoslávie |         | 1945    | 1970          | syn Petra II. (vládl 1934–1945)                                         | Dynastie Karađorđevičů | Filip, dědičný princ Jugoslávie         |         | 1982    | syn                   |
| Rakousko                      | Karel Habsbursko-Lotrinský         |         | 1961    | 1961          | vnuk Karla I. (císař rakouský, král český a uherský v letech 1916–1918) | Habsbursko-Lotrinští   | Ferdinand Zvonimír Habsbursko-Lotrinský |         | 1997    | syn                   |

### Pretendenti italských států
V této části jsou uvedeni pretendenti italských států (státečků) existujících před sjednocením Itálie v roce 1861. V roce 1861 se stal králem sjednocené Itálie sardinský král Viktor Emanuel II.
| Stát                           | Pretendent                           | Obrázek | Narozen | Pretendent od | Spojení se zaniklou monarchií                                                     | Dynastie                                                              | Dědic                                   | Obrázek | Narozen | Vztah k pretendentovi                      |
| ------------------------------ | ------------------------------------ | ------- | ------- | ------------- | --------------------------------------------------------------------------------- | --------------------------------------------------------------------- | --------------------------------------- | ------- | ------- | ------------------------------------------ |
| Itálie                         | Emanuel Filibert, princ piemontský   |         | 1972    | 2024          | vnuk krále Umberta II. (vládl 1946)                                               | Savojská dynastie                                                     | Vittoria Savojská                       |         | 2003    | dcera                                      |
| Itálie                         | Aimone, vévoda z Aosty               |         | 1967    | 2021          | potomek krále Viktora Emanuela II. (vládl 1861–1878), syn Amadea, vévody z Aosty  | Savojská dynastie                                                     | Umberto Savojský                        |         | 2009    | syn                                        |
| Království                     |                                      |         |         |               |                                                                                   |                                                                       |                                         |         |         |                                            |
| Sardinské království           | Emanuel Filibert, princ piemontský   |         | 1972    | 2024          | vnuk krále Umberta II. (vládl 1946)                                               | Savojská dynastie                                                     | Vittoria Savojská                       |         | 2003    | dcera                                      |
| Sardinské království           | Aimone, vévoda z Aosty               |         | 1967    | 2021          | potomek krále Viktora Emanuela II. (vládl 1861–1878), syn Amadea, vévody z Aosty  | Savojská dynastie                                                     | Umberto Savojský                        |         | 2009    | syn                                        |
| Království obojí Sicílie       | Petr Bourbonský-Obojí Sicílie        |         | 1968    | 2015          | potomci Ferdinanda II. (vládl 1830–1859)                                          | Dynastie Bourbon-Obojí Sicílie (sekundogenitura španělských Bourbonů) | princ Jakub, vévoda z Noto              |         | 1993    | syn                                        |
| Království obojí Sicílie       | Karel Bourbonský-Obojí Sicílie       |         | 1963    | 2008          | potomci Ferdinanda II. (vládl 1830–1859)                                          | Dynastie Bourbon-Obojí Sicílie (sekundogenitura španělských Bourbonů) | princ Antonín                           |         | 1929    | bratranec jeho otce Ferdinanda (1926–2008) |
| Lombardsko-benátské království | Karel Habsbursko-Lotrinský           |         | 1961    | 2011          | prapravnuk arcivévody Karla Ludvíka, bratra Františka Josefa I. (vládl 1848–1866) | Habsbursko-Lotrinští                                                  | Ferdinand Zvonimír Habsbursko-Lotrinský |         | 1997    | syn                                        |
| Etrurské království            | Karel Bourbonsko-Parmský             |         | 1970    | 2010          | praprapravnuk krále Ludvíka II. (vládl 1803–1807)                                 | Dynastie Bourbon-Parma (sekundogenitura španělských Bourbonů)         | Karel, dědičný princ parmský            |         | 2016    | syn                                        |
| Velkovévodství                 |                                      |         |         |               |                                                                                   |                                                                       |                                         |         |         |                                            |
| Toskánské velkovévodství       | Zikmund Toskánský                    |         | 1966    | 1993          | prapravnuk velkovévody Ferdinanda IV. (vládl 1859 –1860)                          | Habsbursko-Lotrinští (sekundogenitura – Toskánská linie rodu)         | Amadeo Toskánský                        |         | 2001    | syn                                        |
| Vévodství                      |                                      |         |         |               |                                                                                   |                                                                       |                                         |         |         |                                            |
| Parmské vévodství              | Karel Bourbonsko-Parmský             |         | 1970    | 2010          | pravnuk posledního vévody Roberta (vládl 1854–1859)                               | Dynastie Bourbon-Parma (sekundogenitura španělských Bourbonů)         | Karel, dědičný princ parmský            |         | 2016    | syn                                        |
| Parmské vévodství              | Karel Habsbursko-Lotrinský           |         | 1961    | 2011          | Titul vévody z Parmy, Piacenzy a Guastally je tradičně užíván rakouským císařem   | Habsbursko-Lotrinští                                                  | Ferdinand Zvonimír Habsbursko-Lotrinský |         | 1997    | syn                                        |
| Mantovské vévodství            | Maurizio                             |         | 1938    | 1943          | potomek markýze Federika I. (vládl 1478–1484)                                     | Gonzaga                                                               | Corrado                                 |         | 1941    | bratr                                      |
| Modenské vévodství             | Lorenz Rakouský d'Este               |         | 1955    | 1996          | vévoda modenský ad personam, vládnoucí linie Rakouských-Este vymřela v roce 1875  | Habsbursko-Lotrinští (sekundogenitura – Rakouští-Este)                | princ Amadeus Rakouský-Este             |         | 1986    | syn                                        |
| Knížectví                      |                                      |         |         |               |                                                                                   |                                                                       |                                         |         |         |                                            |
| Pontecorvo                     | Joachim, princ Murat                 |         | 1944    | 1944          | potomek Luciena Murata (vládl 1812–1815)                                          | Muratové                                                              | Joachim Murat                           |         | 1973    | syn                                        |
| Knížectví Piombino             | Francesco Maria Boncompagni-Ludovisi |         | 1965    | 2018          | potomek knížete Antonia (vládl 1778–1805)                                         | Boncompagni-Ludovisi                                                  |                                         |         |         |                                            |

### Pretendenti německých států
V této části jsou uvedeni pretendenti německých států (státečků) existujících před ustavením republiky v Německu v roce 1918. V roce 1871 se stal císařem sjednoceného Německa dosavadní pruský král Vilém I.
| Stát                       | Pretendent                       | Obrázek | Narozen | Pretendent od | Spojení se zaniklou monarchií | Dynastie             | Dědic                                   | Obrázek | Narozen | Vztah k pretendentovi |
| -------------------------- | -------------------------------- | ------- | ------- | ------------- | --- | -------------------- | --------------------------------------- | ------- | ------- | --------------------- |
| Německá říše               | Jiří Fridrich Pruský             |         | 1976    | 1994          | pravnuk císaře Viléma II. (vládl 1888–1918) | Hohenzollernové      | Karel Fridrich Pruský                   |         | 2013    | syn                   |
| Království                 |                                  |         |         |               | |                      |                                         |         |         |                       |
| Bavorské království        | František II.                    |         | 1933    | 1996          | pravnuk posledního krále Ludvíka III. (vládl 1913–1918) | Wittelsbachové       | Maxmilián, vévoda v Bavorsku            |         | 1937    | bratr                 |
| Hannoverské království     | Ernst Augustus Hannoverský       |         | 1954    | 1987          | vnuk posledního vévody Arnošta Augusta (vládl 1913–1918) | Hannoverové          | Ernst Augustus Hannoverský              |         | 1983    | syn                   |
| Pruské království          | Jiří Fridrich Pruský             |         | 1976    | 1994          | pravnuk posledního krále a císaře Viléma II. (vládl 1888–1918) | Hohenzollernové      | Karel Fridrich Pruský                   |         | 2013    | syn                   |
| Saské království           | Alexander, markrabě míšeňský     |         | 1954    | 2011          | potomek posledního krále Fridricha Augusta III. (vládl 1904–1918) | Saxe-Gesstaphové     | Jiří Saský                              |         | 1988    | syn                   |
| Saské království           | Daniel, markrabě míšeňský        |         | 1975    | 2022          | potomek posledního krále Fridricha Augusta III. (vládl 1904–1918) | Wettinové            | Gero Friedrich Johann Saský             |         | 2015    | syn                   |
| Württemberské království   | Wilhelm, vévoda württemberský    |         | 1994    | 2022          | potomek vévody Karla Eugena (vládl 1737–1793) | Württemberkové       | František Württemberský                 |         | 1960    | syn                   |
| Velkovévodství             |                                  |         |         |               | |                      |                                         |         |         |                       |
| Bádenské velkovévodství    | Bernhard Bádenský                |         | 1970    | 2023          | potomek velkovévody Leopolda I. (vládl 1830–1852) | Zähringenové         | Leopold Bernhard Bádenský               |         | 2002    | syn                   |
| Hesenské velkovévodství    | Donatus, lankrabě hesenský       |         | 1966    | 2013          | adoptivní pravnuk velkovévody Arnošta Ludvíka (vládl 1892–1918) | Hesenští             | Mořic Hesenský                          |         | 2007    | syn                   |
| Meklenbursko-Střelicko     | Jiří Borwin Meklenburský         |         | 1956    | 1996          | potomek velkovévody Jiřího Meklenburského (vládl 1816–1860) | Meklenburkové        | Jiří Alexander Meklenburský             |         | 1991    | syn                   |
| Oldenburské velkovévodství | Kristián, vévoda oldenburský     |         | 1955    | 2014          | pravnuk posledního velkovévody Fridricha Augusta II. (vládl 1900–1918) | Oldenburkové         | Alexander Oldenburský                   |         | 1990    | syn                   |
| Sasko-Výmarsko-Eisenašsko  | Michal Sasko-Výmarsko-Eisenašský |         | 1946    | 1988          | vnuk posledního velkovévode Viléma Arnošta (vládl 1900–1918) | Wettinové            | Vilém Arnošt Sasko-Výmarsko-Eisenašký   |         | 1946    | bratranec             |
| Vévodství                  |                                  |         |         |               | |                      |                                         |         |         |                       |
| Anhaltsko                  | Julius Eduard                    |         | 1941    | 1963          | syn posledního vévody Jáchyma Arnošta (vládl 1918) | Askánci              | princezna Kateřina                      |         | 1980    | dcera                 |
| Brunšvicko                 | Ernst Augustus Hannoverský       |         | 1954    | 1987          | vnuk posledního vévody Arnošta Augusta (vládl 1913–1918) | Hannoverové          | Ernst Augustus Hannoverský              |         | 1983    | syn                   |
| Sasko-Altenburg            | Michal Sasko-Výmarsko-Eisenašský |         | 1946    | 1991          | vnuk posledního velkovévody Viléma Arnošta (vládl 1900–1918) | Wettinové            | Vilém Arnošt Sasko-Výmarsko-Eisenašký   |         | 1946    | bratranec             |
| Sasko-Kobursko-Gothajsko   | Andreas                          |         | 1943    | 1998          | vnuk posledního vévody Karla Eduarda (vládl 1900–1918) | Wettinové            | Hubertus                                |         | 1975    | syn                   |
| Sasko-Meiningensko         | Konrád                           |         | 1952    | 1984          | pravnuk vévody Jiřího II. (vládl 1866–1914) | Wettinové            |                                         |         |         |                       |
| Šlesvicko-Holštýnsko       | Friedrich Ferdinand              |         | 1985    | 2023          | praprapraprasynovec vévody Kristiána IX. (vládl 1863–1864). | Glücksburkové        |                                         |         |         |                       |
| Knížectví                  |                                  |         |         |               | |                      |                                         |         |         |                       |
| Hohenzollernsko            | Karl Fridrich                    |         | 1952    | 2010          | potomek posledního knížete Karla Antonína (vládl 1848–1849) | Hohenzollernové      | Alexander                               |         | 1987    | syn                   |
| knížectví Lippe            | Štěpán von Lippe                 |         | 1959    | 2015          | vnuk posledního knížete Leopolda IV. (vládl 1905–1918) | Páni z Lippe         | Bernhard z Lippe                        |         | 1995    | syn                   |
| knížectví Lippe            | Friedrich Wilhelm von Lippe      |         | 1947    | 1990          | prasynovec posledního knížete Leopolda IV. (vládl 1905–1918) | Páni z Lippe         |                                         |         |         |                       |
| Reuss-Ebersdorf            | Heinrich XIV.                    |         | 1955    | 2012          | příbuzný posledního knížete Jindřicha XXVII. (vládl 1913–1918) | Reuss                | Heinrich XXIX.                          |         | 1997    | syn                   |
| Schaumburg-Lippe           | Alexander                        |         | 1958    | 2003          | prasynovec knížete Adolfa II. (vládl 1911–1918) | Páni z Lippe         | Heinrich Donatus                        |         | 1994    | syn                   |
| Waldeck-Pyrmont            | Wittekind Waldecko-Pyrmontský    |         | 1936    | 1967          | vnuk knížete Fridricha (vládl 1893–1918) | Waldeckové           | Carl-Anton                              |         | 1991    | syn                   |
| Markrabství                |                                  |         |         |               | |                      |                                         |         |         |                       |
| Horní Lužice               | Karel Habsbursko-Lotrinský       |         | 1961    | 2011          | vnuk Karla I. (císař rakouský, král český a uherský v letech 1916–1918), saská Horní Lužice se má vrátit Koruně české po vymření albertinské linie Wettinů, k tomu došlo v roce 2012   | Habsbursko-Lotrinští | Ferdinand Zvonimír Habsbursko-Lotrinský |         | 1997    | syn                   |
| Horní Lužice               | Jiří Fridrich Pruský             |         | 1976    | 1994          | pravnuk posledního krále a císaře Viléma II. (vládl 1888–1918), pruská Horní Lužice se má podle zástavní smlouvy vrátit Koruně české po vymření hlavní linie pruského královského rodu | Hohenzollernové      | Karel Fridrich Pruský                   |         | 2013    | syn                   |
| Dolní Lužice               | Karel Habsbursko-Lotrinský       |         | 1961    | 2011          | vnuk Karla I. (císař rakouský, král český a uherský v letech 1916–1918) | Habsbursko-Lotrinští | Ferdinand Zvonimír Habsbursko-Lotrinský |         | 1997    | syn                   |
| Dolní Lužice               | Jiří Fridrich Pruský             |         | 1976    | 1994          | pravnuk posledního krále a císaře Viléma II. (vládl 1888–1918), pruská Dolní Lužice se má podle zástavní smlouvy vrátit Koruně české po vymření hlavní linie pruského královského rodu | Hohenzollernové      | Karel Fridrich Pruský                   |         | 2013    | syn                   |

## Přehled pretendentů v Oceánii
| Stát   | Pretendent                                      | Obrázek | Narozen | Pretendent od | Spojení se zaniklou monarchií                                                         | Dynastie    | Dědic | Obrázek | Narozen | Vztah k pretendentovi |
| ------ | ----------------------------------------------- | ------- | ------- | ------------- | ------------------------------------------------------------------------------------- | ----------- | ----- | ------- | ------- | --------------------- |
| Havaj  | Quentin Kawānanakoa                             |         | 1961    | 1997          | pravnuk Davida Kawānanakoa, dědice královny Liliʻuokalani (vládla 1891–1893)          | Kawānanakoa |       |         |         |                       |
| Havaj  | Owana Salazar                                   |         | 1953    | 1988          | 5. prapravnučka Kalokuokamaile, nevlastní bratr krále Kamehamehy I. (vládl 1795–1819) | Laʻanui     |       |         |         |                       |
| Havaj  | Edmund Keliʻi Silva Jr.                         |         |         | 2002          | potomek Kamehamehanui Aiʻlūʻau († 1765)                                               | Kekaulike   |       |         |         |                       |
| Havaj  | Darrick Lane Baker                              |         |         | 2016          | potomek Kamakahelei († 1794); Příbuzný královny Liliʻuokalani (vládla 1891–1893)      | Kalākaua    |       |         |         |                       |
| Tahiti | Léopold Pōmare                                  |         |         |               | potomek královny Pōmare IV. (vládla 1827–1877)                                        | Pōmare      |       |         |         |                       |
| Tahiti | Teriʻihinoiatua Joinville Hinoiariki Pōmare XI. |         |         | 2023          | adoptovaný člen dynastie Pōmare                                                       | Pōmare      |       |         |         |                       |